# Tarnon
Le Tarnon est une rivière du Sud de la France qui coule dans le département de la Lozère, en région Occitanie, et un affluent gauche du Tarn, donc un sous-affluent de la Garonne.

## Géographie

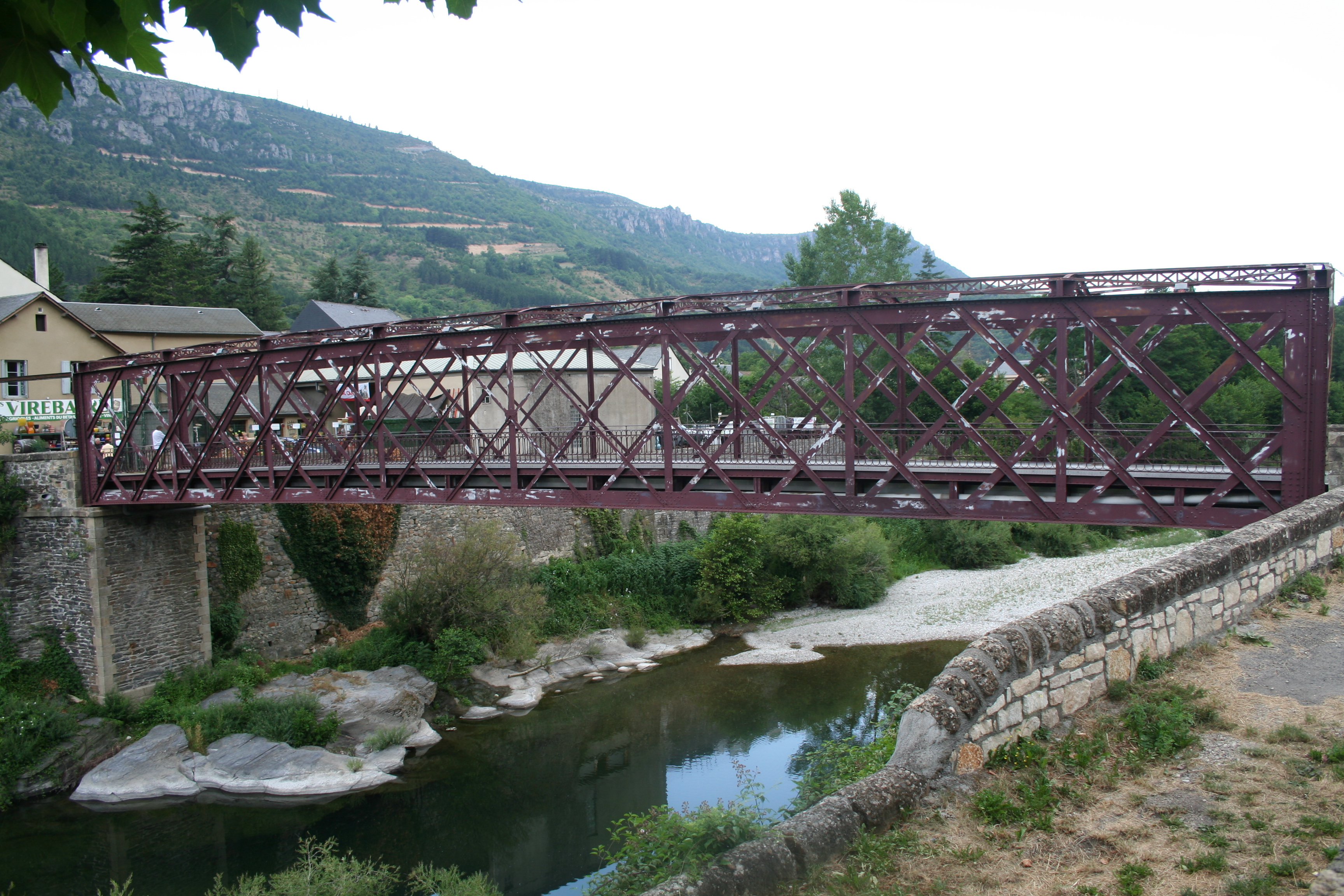
Pont métallique sur le Tarnon à Florac.

De 38,9 km de longueur, le Tarnon prend sa source dans le massif du mont Aigoual sur la commune de Bassurels (Lozère) dans le parc national des Cévennes, à 1 055 m d'altitude, près des chemins de grande randonnée GR7 et GR67.
Le Tarnon coule globalement du sud vers le nord, et se jette dans le Tarn à l'aval de Florac, à 542 m d'altitude.
Il sépare le Causse Méjean des Cévennes.

### Communes et cantons traversées
Dans le seul département de la Lozère, le Tarnon traverse les cinq communes suivantes, de l'amont vers l'aval : Bassurels (source), Rousses, Vébron, Saint-Laurent-de-Trèves, Florac (confluence).
Soit en termes de cantons : le canton du Collet-de-Dèze (source) et le canton de Florac (confluence), le tout dans l'arrondissement de Florac.

### Bassin versant
Le Tarnon traverse six zones hydrographiques pour une superficie de 262 km2. Ce bassin versant est constitué à 95,36 % de forêts et milieux semi-naturels, à 3,87 % de territoires agricoles, à 0,48 % de territoires artificialisés.

### Organisme gestionnaire
Le Syndicat mixte du bassin versant du Tarn-amont (SMBVTAM), qui exerce la compétence GEMAPI sur le territoire (des sources du Tarn jusqu'en aval de Millau) a pour mission de préserver ou d'améliorer la qualité de l'eau et des milieux aquatiques et de limiter les risques inondations sur le bassin versant. Le SMBVTAM a été créé au 1er avril 2019.
Un PPG (plan pluriannuel de gestion), est en phase de création sur le Haut Tarn, le Tarnon et la Mimente afin de proposer des actions à mettre en place sur le territoire, ces actions devront être en cohésion avec le SDAGE Adour-Garonne et le SAGE Tarn-amont.

## Affluents
Le Tarnon a trente-cinq tronçons affluents référencés dont :
- le Trépalous ou Massevaques (rg), 10,3 km qui a creusé les gorges du Tapoul et de rang de Strahler quatre ;
- le ru du Pêcher (résurgence) ;
- le ruisseau de Pommaret (rd), 4,3 km ;
- le ruisseau de Brion (rg), 5,9 km ;
- la Mimente (rd), 27,9 km[4] de rang de Strahler cinq.

Le rang de Strahler est donc de six.

## Hydrologie
Le Tarnon est une cévenole, qui peut avoir de très fortes et soudaines crues lors d'épisodes cévenols.

### Le Tarnon à Vebron

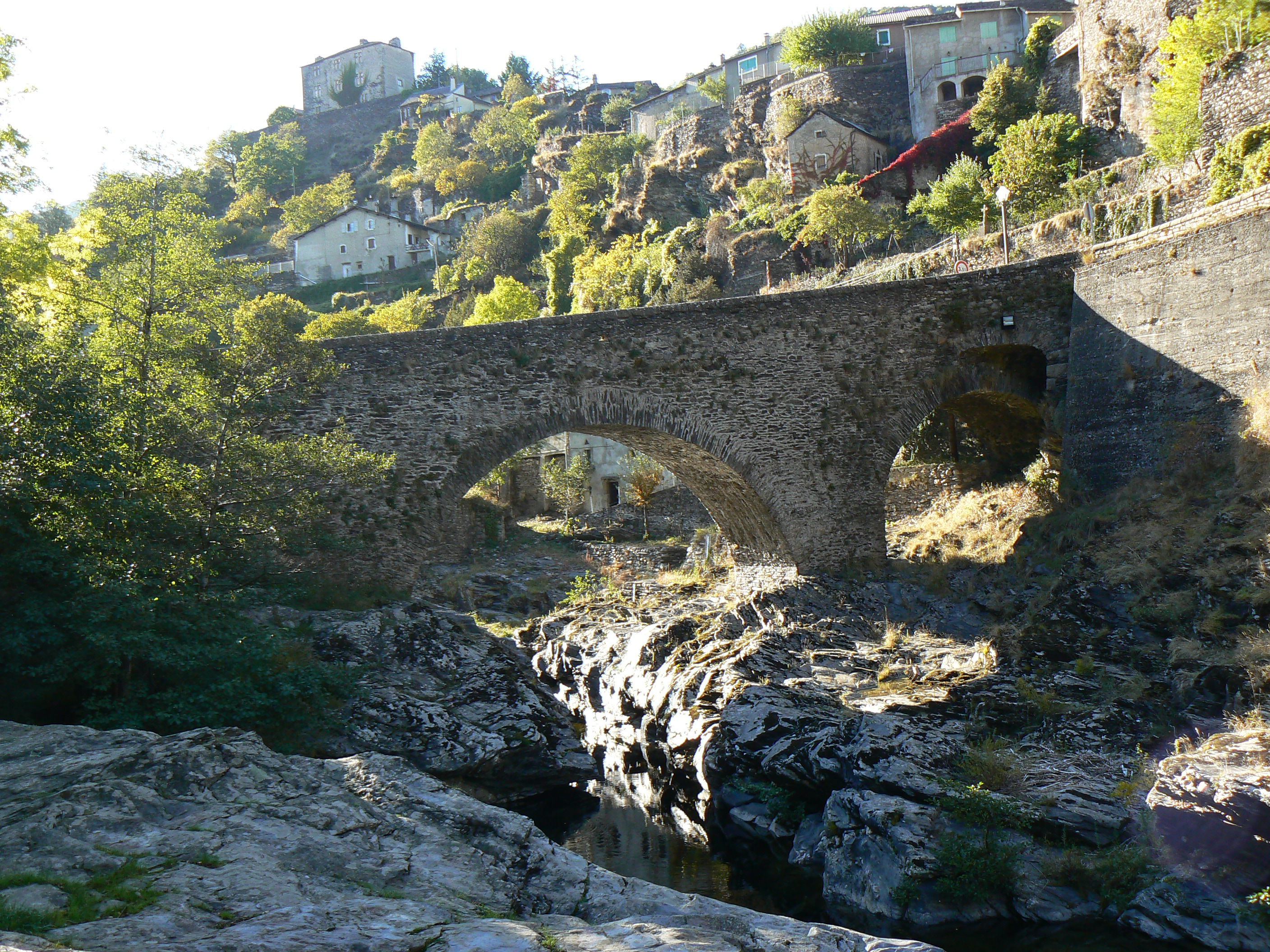
Pont sur le Tarnon à Vebron.

le Tarnon a été observé de 1969 à 1973 à Vebron pour un bassin versant de 78 km2 à 629 m d'altitude,

### Le Tarnon à Florac
- Débit moyen : 7,42 m3 à Florac, y compris le débit de la Mimente.
- Débit en période sèche : < 0,1 m3.
- Débit maximal : 408 m3 le 8 novembre 1982, à Florac, en amont de son confluent avec la Mimente.

Le Tarnon est une rivière très abondante, comme tous les cours d'eau dits cévenols parce qu'issus de la chaîne des Cévennes. Son débit a été observé sur une période de vingt-cinq ans (1984-2007), à Florac, localité du département de la Lozère située au niveau de son confluent avec le Tarn,,,. Le bassin versant de la rivière est de 271 km2.
Le module de la rivière à Florac est de 7,42 m3/s. Sur ce total, son affluent la Mimente en apporte au moins 3,57 m3/s.
Le Tarnon présente des fluctuations saisonnières de débit très marquées, comme tous les cours d'eau cévenols. Les hautes eaux se déroulent en automne et au printemps. Le sommet d'automne se produit de fin octobre à janvier et implique des débits mensuels moyens allant de 11,3 à 15,1 m3/s (avec un maximum très net en novembre), tandis que les crues de printemps moins importantes se produisent en avril et mai avec un débit mensuel moyen maximal de 9,54 en avril. Entre les deux périodes de hautes eaux, le débit faiblit quelque peu, mais reste très consistant (moyenne de 7,56 en mars).

### Étiage ou basses eaux

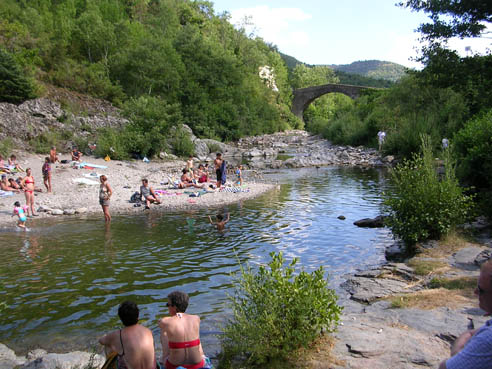
Le Tarnon à l'étiage à Florac avec le pont de Barre.

Les basses eaux, quant à elles, ont lieu en été, de juin à septembre inclus, entraînant une baisse du débit moyen mensuel allant jusqu'à 0,603 m3/s au mois d'août. Dès le début d'octobre, le débit moyen remonte très rapidement sous l'effet des précipitations automnales. Mais les fluctuations sont bien plus prononcées sur de courtes périodes et varient d'après les années.
À l'étiage, le VCN3 peut chuter jusque 0,19 m3/s, en cas de période quinquennale sèche, soit 190 litres par seconde, ce qui est certes fort bas, mais parfaitement normal dans la région des Cévennes.

### Crues
Les crues peuvent être très importantes. La série des QIX n'a pas été calculée pour l'ensemble du bassin du Tarnon, mais seulement pour la moitié de celui-ci, d'après les données recueillies à Florac, mais en amont du confluent de la Mimente, excluant donc les apports de ce dernier. La Mimente a un débit interannuel moyen de 3,57 m3/s sur un total de 7,56 m3/s. L'hydrométrie spécifique de ce cours d'eau fait l'objet d'un autre article (voir Mimente).
Pour le Tarnon amont, observé sans la Mimente (débit moyen de 3,772 m3/s à la station O3064010 de Florac amont), les QIX 2 et QIX 5 valent respectivement 160 et 260 m3/s. Le QIX 10 est de 330 m3/s, le QIX 20 de 390 m3/s et le QIX 50 de 470 m3/s.
Le débit instantané maximal enregistré à la station de Florac amont (sans la Mimente et pour un bassin versant réduit à 124 km2) a été de 408 m3/s le 8 novembre 1982. La valeur journalière maximale de l'ensemble Tarnon-Mimente a été de 424 m3/s le 23 janvier 1996. En comparant la première de ces valeurs à l'échelle des QIX de la rivière calculés eux aussi sans la Mimente, il ressort que cette crue d'octobre 2006 était un peu plus que d'ordre vicennal, et donc nullement exceptionnelle, destinée à se répéter tous les trente ans en moyenne.
Pour se faire une idée de l'importance de ces débits, on peut les comparer à un des grands affluents de la Seine à l'est de Paris, la Marne. Le QIX 10 de la Marne à Paris, en fin de parcours vaut 510 m3/s (contre 330 pour le Tarnon sans la Mimente) et son QIX 50 se monte à 650 m3/s (contre 470 pour le Tarnon sans la Mimente). Ainsi malgré un bassin 104 fois moins étendu (124 km2 contre 12 920) et un débit moyen 29 fois plus réduit (3,77 m3/s contre 110), le volume des crues du Tarnon vaut plus des deux tiers de celui de la Marne.

### Lame d'eau et débit spécifique
Au total, le Tarnon est une rivière très abondante, alimentée par les précipitations souvent massives du massif des Cévennes. La lame d'eau écoulée dans son bassin versant est de 866 millimètres annuellement. Le débit spécifique de la rivière (ou Qsp) atteint dès lors le chiffre élevé de 27,4 litres par seconde et par kilomètre carré de bassin.